# Scottish Premier Division 1981-1982
La Scottish Premier Division 1981-1982 è stata l'85ª edizione della massima serie del campionato scozzese di calcio, disputato tra il 29 agosto 1981 e il 15 maggio 1982 e concluso con la vittoria del Celtic, al suo trentatreesimo titolo, il secondo consecutivo.
Capocannoniere del torneo è stato George McCluskey (Celtic) con 21 reti.

## Stagione

### Formula
Le 10 squadre si affrontano in match di andata-ritorno-andata-ritorno, per un totale di 36 giornate.

## Classifica finale
Fonte:
|       | Pos. | Squadra         | Pt | G  | V  | N  | P  | GF | GS | DR  |
| ----- | ---- | --------------- | -- | -- | -- | -- | -- | -- | -- | --- |
|       | 1.   | Celtic          | 55 | 36 | 24 | 7  | 5  | 79 | 33 | +46 |
| [ 3 ] | 2.   | Aberdeen        | 53 | 36 | 23 | 7  | 6  | 71 | 29 | +42 |
| [ 4 ] | 3.   | Rangers         | 43 | 36 | 16 | 11 | 9  | 57 | 45 | +12 |
|       | 4.   | Dundee Utd      | 40 | 36 | 15 | 10 | 11 | 61 | 38 | +23 |
|       | 5.   | St. Mirren      | 37 | 36 | 14 | 9  | 13 | 49 | 52 | -3  |
|       | 6.   | Hibernian       | 36 | 36 | 11 | 14 | 11 | 38 | 40 | -2  |
|       | 7.   | Morton          | 30 | 36 | 9  | 12 | 15 | 31 | 54 | -23 |
|       | 8.   | Dundee          | 26 | 36 | 11 | 4  | 21 | 46 | 72 | -26 |
|       | 9.   | Partick Thistle | 22 | 36 | 6  | 10 | 20 | 35 | 59 | -24 |
|       | 10.  | Airdrieonians   | 18 | 36 | 5  | 8  | 23 | 31 | 76 | -45 |

Legenda:
      Campione di Scozia e qualificata in Coppa dei Campioni 1982-1983.
      Qualificata alla Coppa delle Coppe 1982-1983.
      Qualificata alla Coppa UEFA 1982-1983.
      Retrocesso in Scottish First Division 1982-1983.
Regolamento:
Due punti a vittoria, uno a pareggio, zero a sconfitta.
A parità di punti, le posizioni in classifica venivano determinate sulla base della differenza reti.